# Schwantesia
Schwantesia es un género de plantas de la familia Aizoaceae, endémicas del suroeste de África, en las zonas secas y pedregosas entre Namibia y Sudáfrica. Sus hojas son suculentas, crecen hasta 10 cm de longitud; las flores generalmente de color amarillo y en algunos casos anaranjadas. Está cercanamente relacionado con los géneros Mesembryanthemum, Mitrophyllum y Monilaria.

## Taxonomía
Schwantesia fue descrito por el botánico germano, y explorador en África del sudoeste (hoy Namibia, Moritz Kurt Dinter, y publicado en Möller's Deutsche Gärtn.-Zeitung 42: 234 (1927). La especie tipo es: Schwantesia ruedebuschii Dinter
Etimología
El género fue nombrado en honor del arqueólogo, historiador y botánico alemán, Gustav Schwantes (1881 - 1960).

## Especies
Contiene las siguientes especies:
- Schwantesia acutipetala L.Bolus, 1937
- Schwantesia borcherdsii L.Bolus, 1929
- Schwantesia clivorum L.Bolus, 1928
- Schwantesia cognata L.Bolus, 1928
- Schwantesia constanceae, N.Zimm. 1996
- Schwantesia dissita L.Bolus, 1928
- Schwantesia herrei L.Bolus, 1931
- Schwantesia loeschiana Tisch. 1936
- Schwantesia marlothii L.Bolus, 1932
- Schwantesia moniliformis L.Bolus, 1928
- Schwantesia pillansii L.Bolus 1929
- Schwantesia proxima L.Bolus, 1928
- Schwantesia ruedebuschii Dinter 1927
- Schwantesia speciosa L.Bolus, 1959
- Schwantesia succumbens Dinter, 1927
- Schwantesia triebneri L.Bolus, 1937